# Société anonyme des mines de la Loire

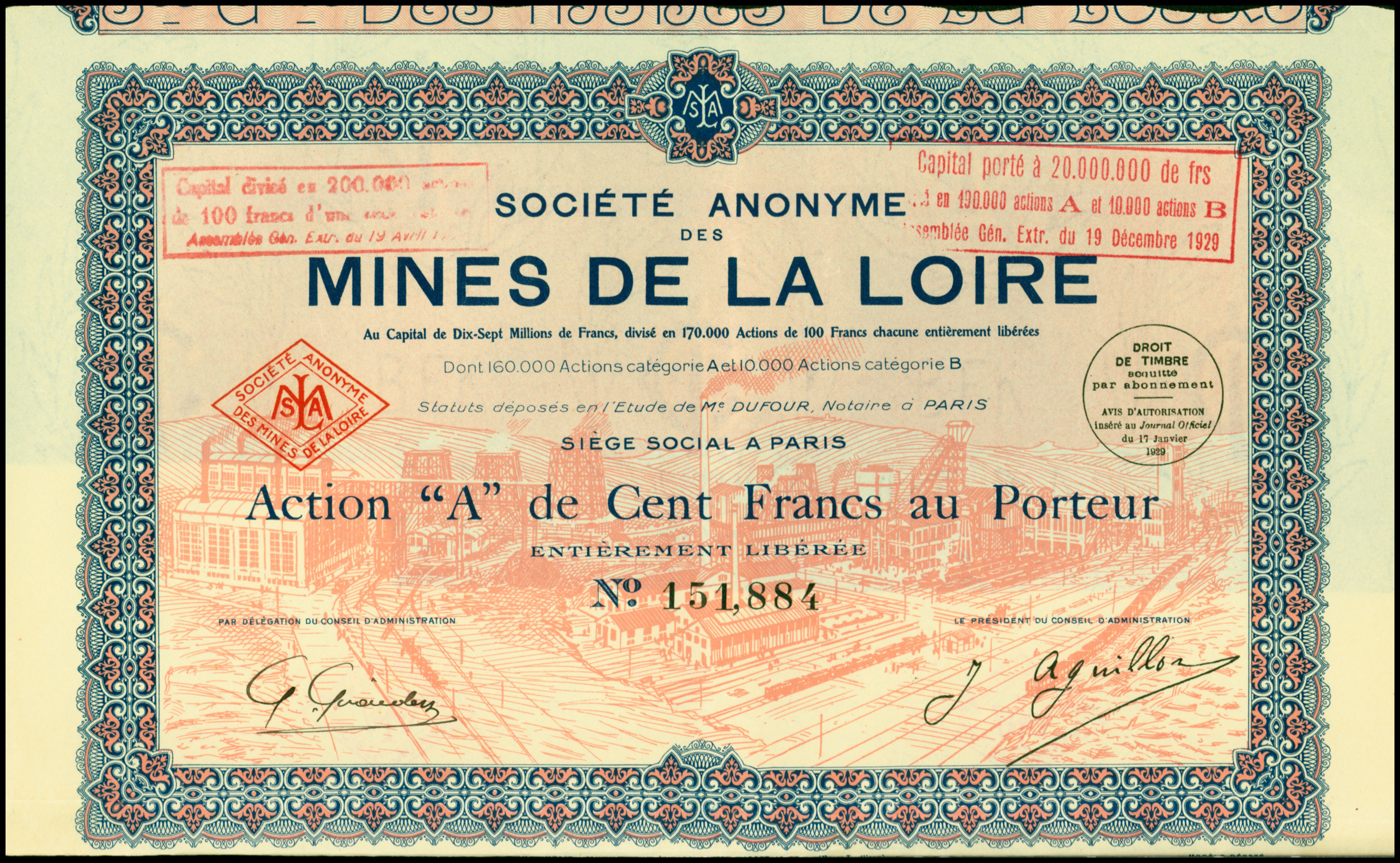
Action de la SA des Mines de la Loire en date du 17 janvier 1929.

La Société anonyme des mines de la Loire est une compagnie de mine du bassin houiller de la Loire, créée en 1854, issue du fractionnement du trust des Compagnie des Mines de la Loire.
La compagnie était alors associée avec les industriels Schneider du Creusot. Son siège social était situé à Paris.
C'était probablement la compagnie la plus puissante du bassin. Elle faisait partie des dix premières capitalisations dès 1891, à la Bourse de Paris, où elle était par ailleurs la seule société industrielle, les sociétés de services (banque, transport, distribution de gaz ou d'électricité) étant dominantes.
Elle devint Société anonyme libre le 24 août 1894.
Son capital d'origine était de huit millions de francs divisé en 80 000 actions, il fut porté 16 millions en 1920.
En 1929, elle racheta la S.A. des Houillères de Saint-Étienne en faillite.
Son champ d'exploitation s'étendait sous une large partie ouest de l'agglomération stéphanoise (anciennes communes de Beaubrun et de Montaud, Villars,Saint-Genest-Lerpt).
Elle sera nationalisée en 1946.

## Concessions

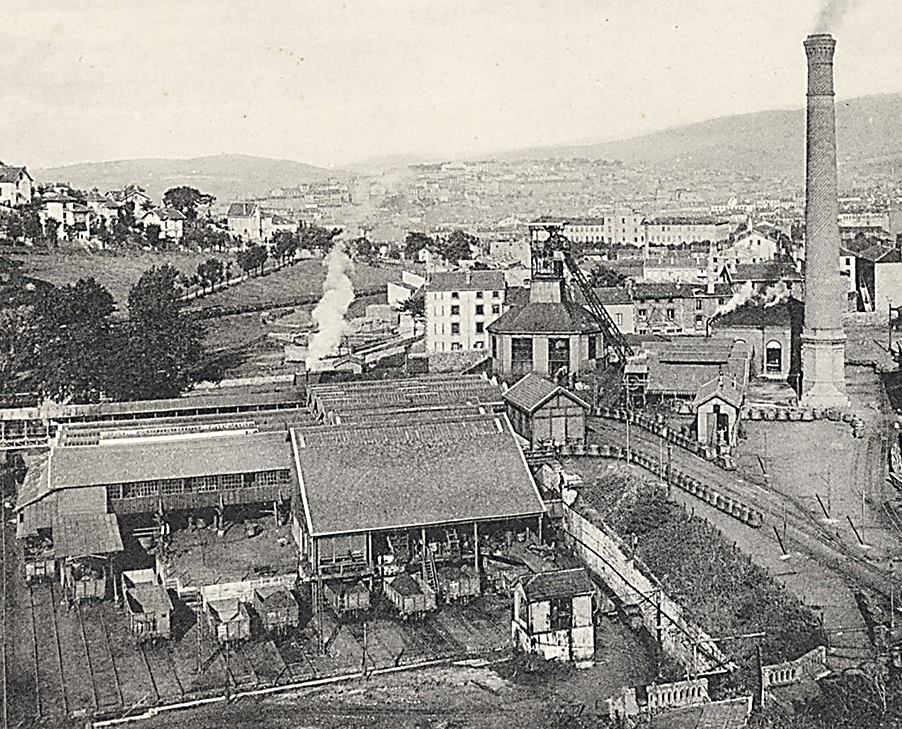
Le puits de la Loire à Saint-Étienne vers 1900

La Société anonyme des Mines de la Loire (M.L.) reprend l'appellation « Mine de la Loire », hérite de la dette de la C.M.L. et des concessions de l'Ouest stéphanois :
- Dourdel et Montsalson (puits Rochefort et Montmartre)
- Cluzel (puits Rambaud à Côte-Chaude)
- Villars
- La Chana (puits de la Chana)
- Quartier Gaillard (puits de la Loire)
- En 1893, acquisition stratégique de la concession Beaubrun, (puits Châtelus, puits Couriot)

## Transport
La production du secteur du puits de la Loire (puits Sainte-Marie et Rambaud) était acheminée par un embranchement rejoignant la ligne Saint-Étienne - Le Puy.
Le charbon extrait au puits Montmartre était acheminé par un autre embranchement ferroviaire jusqu'à la gare du Clapier et le réseau du PLM.
Ce dernier était également utilisé par la SA des Houillères de Montrambert et de la Béraudière (puits Marseille, Dyèvre et Saint-Dominique).

## La main d'œuvre étrangère
Le turn over important associé au besoin toujours important d'ouvriers, même non qualifiés, entraînèrent les Mines de la Loire à procéder à des recrutements massifs d'ouvriers étrangers dès les années 1910.
En 1913, elle employait :
- sur l'exploitation de Villars :
  - 7 ou 8 Grecs
  - 5 Italiens
  - 1 Portugais
- aux puits Châtelus et Montmartre:
  - Une soixantaine d'ouvriers italiens
  - Une dizaine d'ouvriers espagnols

En 1930, les Mines de la Loire employaient officiellement 6 125 ouvriers dont :
- 4 129 Français
- 90 Espagnols
- 635 Italiens
- 379 Polonais
- 167 Portugais
- un nombre indéterminé d'Algériens (alors comptabilisés comme Français) probablement plusieurs centaines
- 566 Marocains
- 86 Grecs
- 2 Belges
- et 71 de nationalités diverses.

## Logements ouvriers
Les compagnies du bassin de la Loire n’investissaient pas dans le logement des mineurs au XIXe siècle, les pratiques paternalistes étant quasiment inexistantes à Saint-étienne.
Cette compagnie fut la première à entreprendre, tardivement, une politique de logement des ouvriers au début du XXe siècle dans le secteur de Chavassieux, à mi-chemin entre les puits Rambaud, la Chana (Villars) et Couriot.
En 1911, elle entreprend la construction de la cité-jardin la Petite Ruche, une quinzaine de petites maisons destinées à loger les agents de maîtrise du futur puits Couriot. Elle sera agrandie entre 1914 et 1928 avec la construction de la Grande Ruche. La Compagnie comptait sur ces quelques logements pour enrayer la perte de main-d'œuvre qualifiée. Elle était alors loin de fournir un logement à l'ensemble de son personnel : ils étaient attribués aux agents de maîtrises (gouverneurs), aux ouvriers spécialisés (mécaniciens, électriciens) et aux ouvriers les plus « méritants ».
Dans les années 1930, des immeubles collectifs furent progressivement construits le long de l'allée Eugène-Varlin.
Cette politique de logement de la main-d'œuvre se poursuivit après la nationalisation mais ne fit pas disparaître les "cantonnements" : bidonvilles installés sur les terrains inconstructibles acquis par les compagnies, qui étaient encore nombreux dans les années 70.

## Capitalisation boursière
Alors qu'en 1891, la première capitalisation minière et industrielle (et la 9e française) revient à la S.A. des Mines de la Loire; les mines de Lens et la Compagnie des mines de Courrières sont respectivement 3e et 10e capitalisation française en 1928.